# Onirologia
A onirologia (do grego ὄνειρον (oneiron), sonho, e λouγος (logos), estudo, ciência) é o estudo científico dos sonhos. É usada por pessoas que analisam as formas de sonhos, sonhos lúcidos e sonhos sob substâncias químicas. O primeiro uso registrado da palavra data de 1653. Um impulsor da disciplina foi o sinólogo francês Hervey de Saint-Denys. O campo de estudo adquiriu relevância quando Nathaniel Kleitman e seu estudante Eugene Aserinsky descobriram a existência de ciclos regulares. 
Outro experimento de Kleitman, acompanhado por William C. Dement, outro estudante de medicina até então, descobriu um período particular do sonho no qual a atividade elétrica do cérebro medida por um electroencefalógrafo se assemelhava estreitamente à do acordar quando os olhos se movem activamente. Este tipo de sonho é conhecido como sonho de movimento rápido de olhos (em inglês, REM sleep), e o experimento de Kleitman e Dement achou uma correlação de 0,80 entre o sonho REM e os sonhos.
Uma confirmação independente e quase simultânea do sonho lúcido por parte de Stephen LaBerge e Keith Hearne tem permitido uma série de experimentos e desenvolvimentos posteriores.